# Swartzia angustifoliola
Swartzia angustifoliola är en ärtväxtart som beskrevs av Robert Walter Schery. Swartzia angustifoliola ingår i släktet Swartzia och familjen ärtväxter. Inga underarter finns listade i Catalogue of Life.